# Philippe Dubois

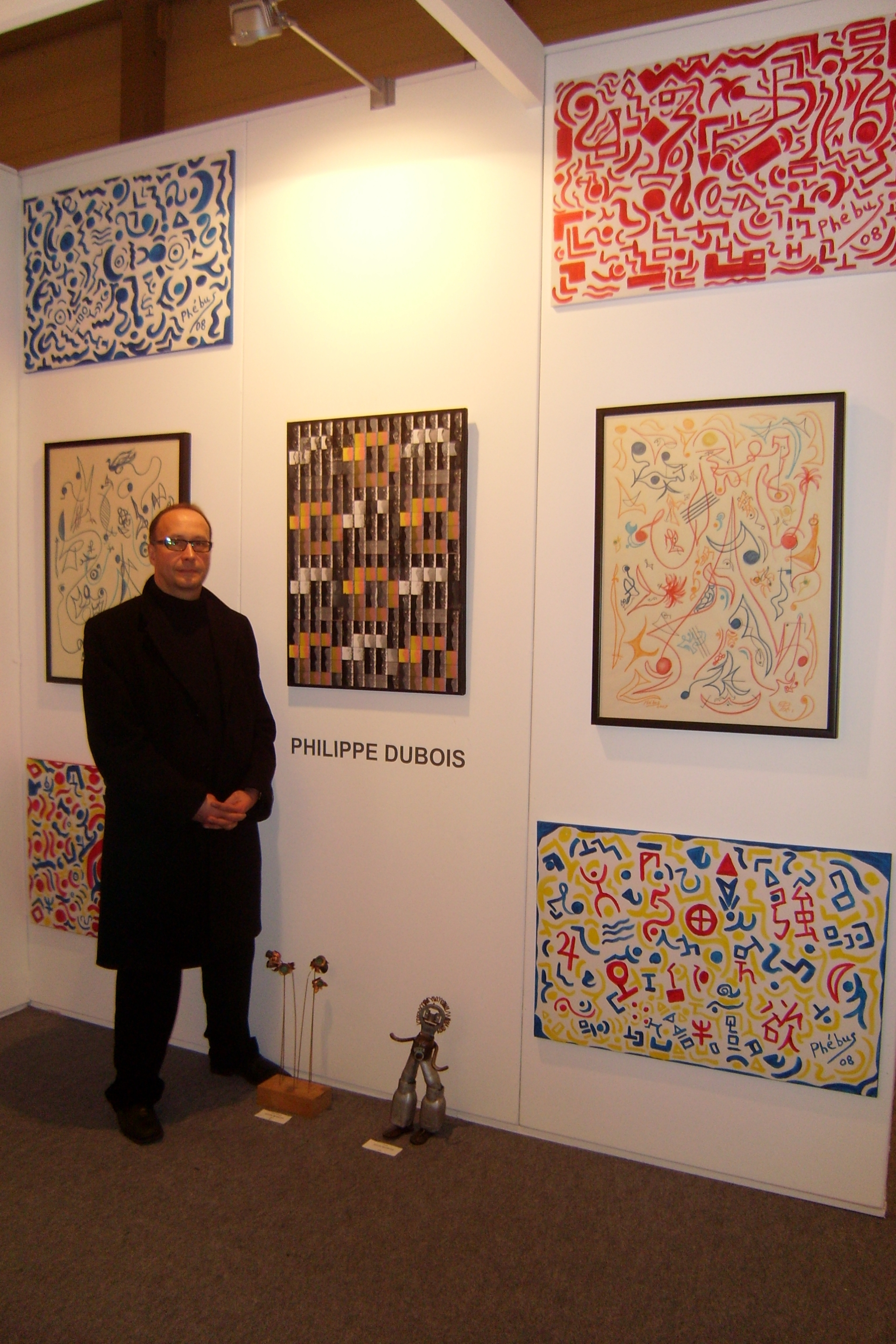
Philippe Dubois, Lineart 2008

Philippe Dubois (Lobbes, 4 november 1958) is een Belgisch kunstschilder. Hij signeert zijn werken met het pseudoniem Phébus.

## Leven
Hij begon met schilderen op 30-jarige leeftijd. In oktober 1989 stelde hij zijn eerste werken tentoon in het Nationaal Belgisch Salon van de NMBS, waar hij de eerste publieksprijs won met een schilderij van een zeilboot. Gedurende meerdere jaren studeerde hij de schilder- en tekenkunst in Thudinië met de Waalse meester Ben Genaux (Leers-et-Fosteau) en de surrealistische schilder Georges Dubuisson (La Buissière, entiteit van Merbes-le-Château). Tussen 1989 en 1990 bracht hij lange tijd in Amsterdam door, teneinde het werk van Vincent van Gogh te bestuderen.
In de jaren negentig evolueerde het werk van Philippe Dubois naar de abstracte kunst. In december 1998 stelde hij zijn abstracte schilderijen voor de eerste keer tentoon in het Musée de la Porte van Tubeke (België).
Na 35 jaar in het dorpje Fontaine-Valmont (Henegouwen) te hebben gewoond, verhuisde Dubois naar Brussel.

## Individuele tentoonstellingen
- 1988 - Galerij (de la Cascade) , Fontaine-Valmont, België
- 1990 - Expo Van Gogh, Salle communale , Erquelinnes, België[1]
- 1998 - Museum (de la Porte) , Tubeke, België[2]
- 2000 - Art Gallery Alphonse D'Heye , Knokke, België
- 2002 - Hotel Excelsior , Lovran, Kroatië
- 2009 - RoshAmani asbl - Namen, België
- 2010 - La Perche asbl, Brussel, België
- 2010 - Le Prince Baudouin, Namen, België

## Collectieve tentoonstellingen
- 1989 - Nationaal Belgisch Salon van de NMBS, Brussel, België[3]
- 1992 - Ici Wallonie, Mont-Sainte-Geneviève, België
- 1993 - Galerij Le chevalet de la Sambre, La Buissière, België[4]
- 2007 - Selectie XXI, Brussel, België[5]
- 2008 - Lineart, Gent, België
- 2009 - Galerij Gaudí, Madrid, Spanje
- 2009 - WOI.vol2, Galerij APW, New York, USA[6]
- 2009 - Project Landfillart, Wilkes-Barre, Pennsylvania, USA[7]
- 2009 - LES GRANDS MAITRES DE DEMAIN, Carrousel du Louvre, Parijs, Frankrijk
- 2010 - Amazonia, met Jean-Luc VALARD , Pont-à-Celles, België
- 2010 - Brenart Art Gallery, Brussel[8]
- 2011 - Hotel Conrad (Aspria center) met Virginie Venticinque, Brussel, België[9],[10]
- 2011 - LA ROUTE DU RHUM,Flénu, België[11]
- 2019 - DES RIRES ET DES LARMES, Lessen, België, https://www.facebook.com/Lessinoise/photos/pcb.786232291830605/786229405164227/
- 2021 - PAPERS, Brussel, België, https://web.archive.org/web/20211218153143/http://www.papers.brussels/

## Prijzen
- 1989 - Prijs van publiek in het Nationaal Belgisch Salon van de NMBS, Brussel, België[12]
- 2009 - Eerste Prijs van "World Of Imagination Vol.2", New York, USA[13][14]